# Cristaria cyanea
Cristaria cyanea är en malvaväxtart som beskrevs av Rodolfo Amando Philippi och Baker f.. Cristaria cyanea ingår i släktet Cristaria och familjen malvaväxter. Inga underarter finns listade i Catalogue of Life.